# Center za usposabljanje vojnega letalstva in zračne obrambe (Vojska Srbije)
Center za usposabljanje vojnega letalstva in zračne obrambe  je vojaško-šolska ustanova, ki deluje v okviru Poveljstva za usposabljanje Oboroženih sil Srbije.

## Zgodovina
Center je bil ustanovljen 15. decembra 2006.

## Sestava
- Poveljstvo
- Raketna brigada Neva M
- Raketna brigada KUB-M SPP
- Artilerijska raketna brigada kratkega dosega
- Zračno-nadzorna in kontrolna četa
- Vojnoletalska tehniška četa
- Šolska in specialistična četa
- Center za streljanje in evalvacijo